# Mama's Affair
Pour plus de détails, voir Fiche technique et Distribution.
Mama's Affair est un film américain réalisé par Victor Fleming, sorti en 1921.

## Fiche technique
- Titre : Mama's Affair
- Réalisation : Victor Fleming
- Scénario : John Emerson et Anita Loos d'après la pièce de Rachel Barton Butler
- Photo : Oliver T. Marsh
- Pays d'origine : États-Unis
- Format : Noir et blanc - Film muet
- Date de sortie : 1921

## Distribution
- Constance Talmadge : Eve Orrin
- Effie Shannon : Mme Orrin
- Kenneth Harlan : Dr Harmon
- George LeGuere : Henry Marchant
- Katharine Kaelred : Mme Marchant
- Gertrude Le Brandt : Bundy